# Музей свиньи (Рульсдорф)
Музей свиньи (нем. Deutsches Schweinemuseum) — немецкий музей, главной тематикой которого является свинья и сельское хозяйство. Был открыт в 1993 году и расположен на окраине города Рульсторф. На момент открытия был единственным музеем посвящаемым свинье на территории Германии, пока в 2010 году не состоялось открытие аналогичного музея в Штутгарте (SchweineMuseum Stuttgart).

## Описание
Музей находится на окраине города Рульсторф и располагается на 500 квадратных метрах, где под экземпляры выделено семь комнат. Эта местность была выбрана не случайно. В 1918 году на этом месте было открыто первое учебно-исследовательское хозяйство для свиноводства, разработки которого оказали значительное влияние на все свиноводческие фермы.
Среди главных экспонатов музея находится отлитая в бронзе свинья по кличке Беттина (нем. Bettina). Эта свинья проживала на территории животноводческой фермы в 1920-х годах и стала рекордсменкой, дав приплод в 175 поросят за 14 раз. Директор музея стал Томас Паульке (нем. Thomas Paulke), который был одним из организаторов открытия музея в 1993 году. Благодаря его усилиям фонды музея пополнялись фотографиями, документами, книгами, чучелами диких и домашних свиней, скелетами, моделями, образцами мяса, измерительными приборами. Около 350 человек посещают музей ежегодно. При этом, постоянный персонал как таковой отсутствует. С 2011 года был запущен проект, согласно которому основную работу выполняют добровольцы. На сегодняшний день их семьдесят человек и они ответственные за продажу входных билетов по выходным дням, помогают поддерживать чистоту в музее, проводят экскурсии и отвечают на вопросы посетителей.

### Отделы музея
- Одомашнивание дикого кабана;
- выведение пород свиньи;
- как размещали и кормили свиней;
- разработки в области репродуктивной технологии;
- как проводится аудит эффективности;
- как обеспечивается здоровье свиньи;
- как организовывались свиные фермеры;
- свинья в историческом и культурном контексте[7].